# منحنى واط

انظر الشكل الهندسي لمنحنى واط (باللون الأسود).

في الرياضيات منحني واط هو منحنى جبري ثلاثي الدوائر من الدرجة السادسة .  يتولد منحني واط من دائرتين لهما نصف القطر b . بينما تعبر 2a عن البعد بين مركزي الدائرتين و تتمثل بالمستقيم (±a, 0) بينما يمثل 2c المستقيم الواصل بين نقطتين على محيطي الدائرتين. تمثل حركة نقطة المنتصف للمستقيم 2c المكونة للدوائر الثلاثة منحني واط،
تم تسمية هذا المنحني على اسم مخترع المحرك البخاري المهندس الإسكتلندي جيمس واط ، المعادلة التي تصف هذا المنحني يمكن اعطائها بصيغة الاحداثيات القطبية كالتالي:
{\displaystyle r^{2}=b^{2}-\left[a\sin \theta \pm {\sqrt {c^{2}-a^{2}\cos ^{2}\theta }}\right]^{2}.}